# Incoronazione di spine (Maragliano)
L'incoronazione di spine della Confraternita dei SS. Agostino e Monica custodita presso la Chiesa di Santa Lucia è la settima delle quindici "casse" che vengono portate a spalla durante la processione del Venerdì Santo che si svolge a Savona ogni due anni, negli anni pari.

## Caratteristiche
Si tratta di una scultura lignea del 1710 attribuita con una certa sicurezza ad Anton Maria Maragliano. Conservata nella chiesa di Santa Lucia, viene portata a spalla da 12 portatori per tappa. Le sue dimensioni sono di m 1,50 x 1,70 x 1,30. Al centro della scena la figura di Gesù seduto e legato. Il soldato alla sua sinistra gli imprime la corona di spine sul capo ghignando, mentre quello a destra pone una mano sul collo del Cristo e contemporaneamente con l'altra si preapara a sferrargli un pugno. L'opera, di grande espressività e tragicità sottolineate anche dai colori forti, fu restaurata nel 1996.